# Vojany
Vojany (in ungherese Vaján, in tedesco Wojan) è un comune della Slovacchia facente parte del distretto di Michalovce, nella regione di Košice.

## Storia
Il paese è menzionato per la prima volta nel 1323.

## Cultura
Nel paese è presente una biblioteca pubblica.

## Infrastrutture e trasporti
Il paese è collegato anche tramite una stazione ferroviaria.